# 5317 Verolacqua
5317 Verolacqua (1983 CE) là một tiểu hành tinh vành đai chính được phát hiện ngày 11 tháng 2 năm 1983 bởi C. S. Shoemaker ở Palomar.